# Kínai muntyákszarvas
A kínai muntyákszarvas (Muntiacus reevesi) az emlősök (Mammalia) osztályának párosujjú patások (Artiodactyla) rendjébe, ezen belül a szarvasfélék (Cervidae) családjába és a szarvasformák (Cervinae) alcsaládjába tartozó faj.
Tudományos nevét John Reeves angol gyarmati tisztviselő után kapta, aki 1812-ben a Brit Kelet-indiai Társaság egyik vezetője volt.

## Előfordulása
A kínai muntyákszarvas megtalálható Tajvanban, a kínai Fucsien és Csöcsiang tartományokban, a japán Boso-félszigeten és Oshima-szigeten. Az állatot betelepítették Hollandiába, Angliába és Írországba.

## Alfajai
- Muntiacus reevesi jiangkouensis Gu & Zu, 1998 - Kína
- Muntiacus reevesi micrurus Sclater, 1875 - Tajvan
- Muntiacus reevesi reevesi Ogilby, 1839 - Kína

## Megjelenése
A felnőtt állat 95 centiméter hosszú, 50 centiméter marmagasságú és 10-18 kilogramm testtömegű. A hímeknek kis agancsa van, de ez alig 10 centiméteres vagy ennél is kisebb. A hímek ezekkel döfködik egymást. A veszélyesebb fegyverük azonban a megnyúlt szemfog, amellyel véresre sebezhetik egymást, ez 5,1 centiméter hosszú is lehet. A Muntiacus reevesi micrurus, amely a tajvani alfaj, valamivel sötétebb színű, mint a szárazföldi alfajok.

## Életmódja
Az állat fűvel, rügyekkel, fiatal hajtásokkal és dióval táplálkozik. Ha alkalma adódik, akkor étrendjét tojásokkal és dögökkel egészíti ki. Magányos állat, mely hajnalkor és sötétedéskor mozog.

## Szaporodása
A nőstény életének első évében válik ivaréretté. A párzási időszak egész évben lehet. A vemhesség 209-220 napig tart.

## Természetvédelmi helyzete
Természetvédelmi státusa: nem fenyegetett, helyenként veszélyezteti csak az emberi terjeszkedés és az erdőirtás.
Állatkertekben gyakori: Európában 178 helyen tartják. Magyarországon a Fővárosi Állat- és Növénykertben és a Szegedi Vadasparkban találkozhatunk vele.

## Képek a faj fogságban tartott példányairól

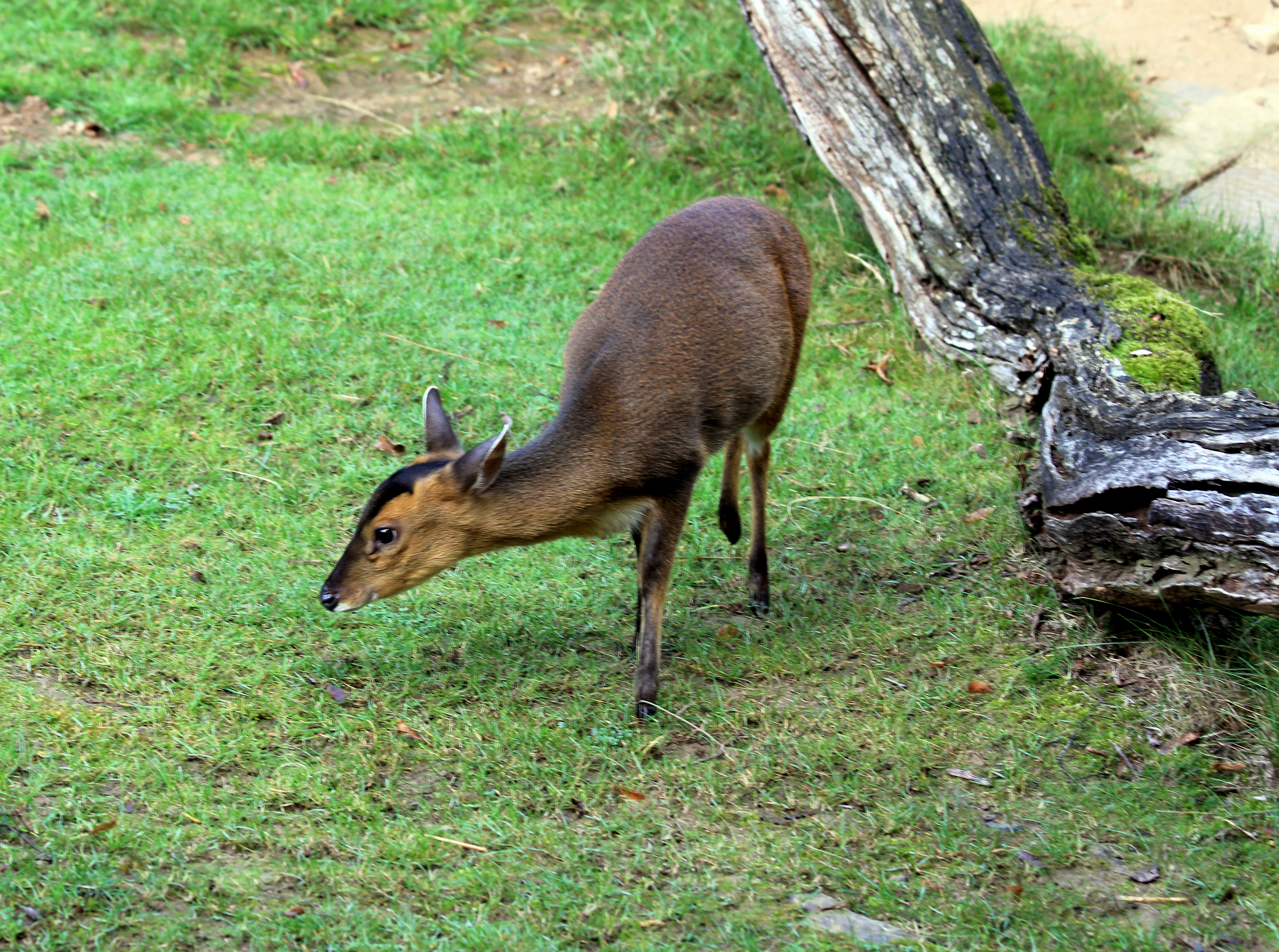
Kínai muntyákszarvasok
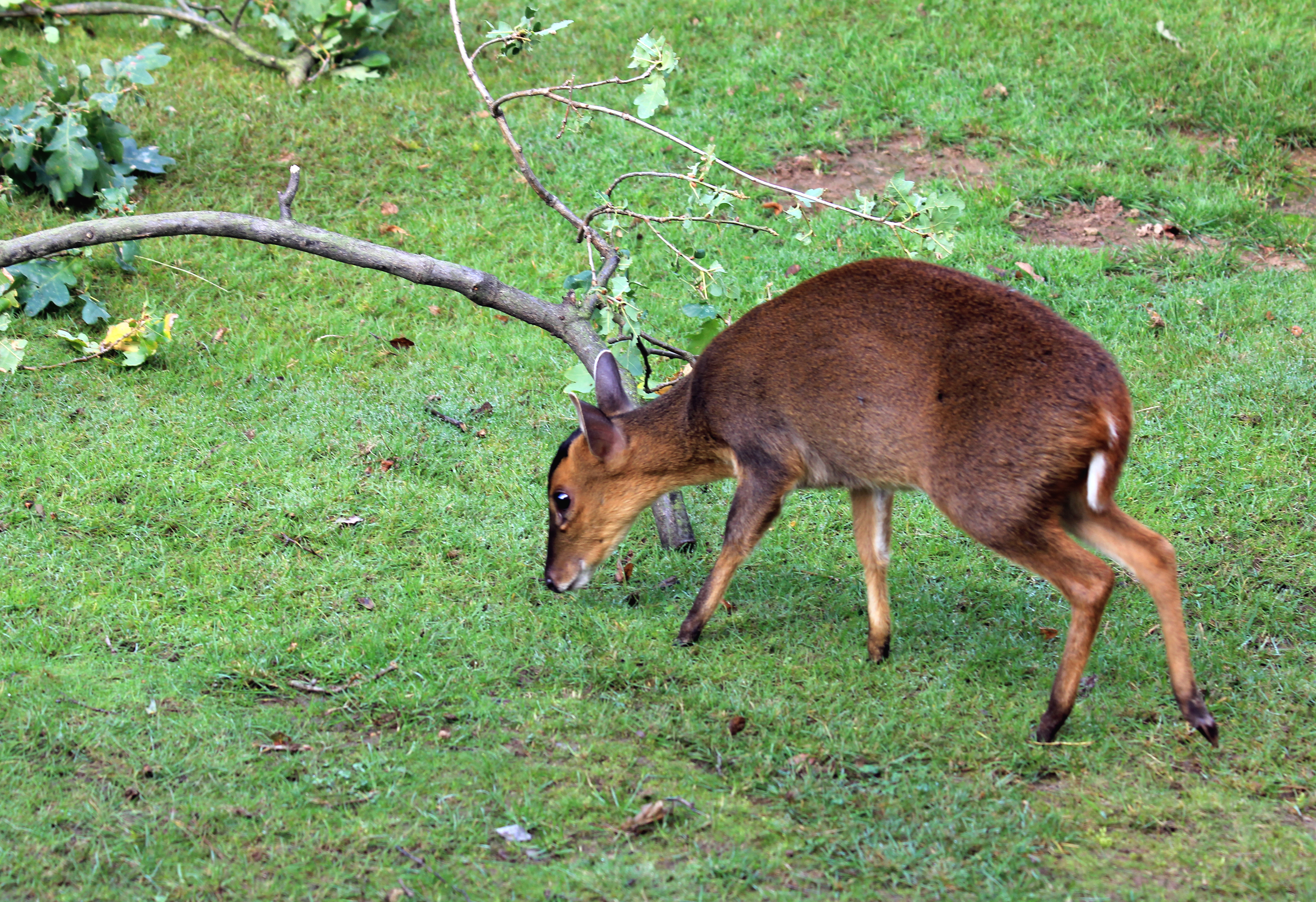
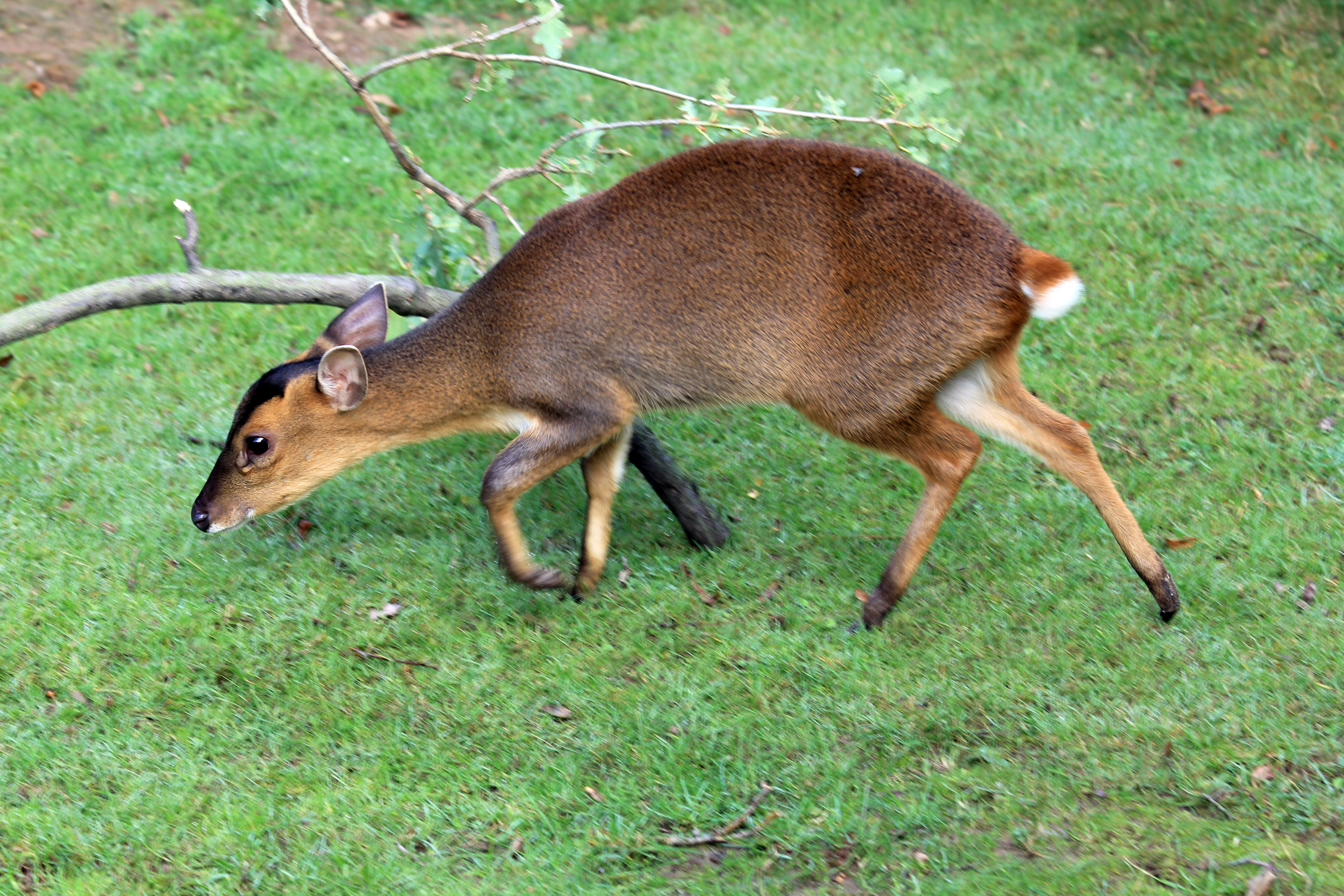
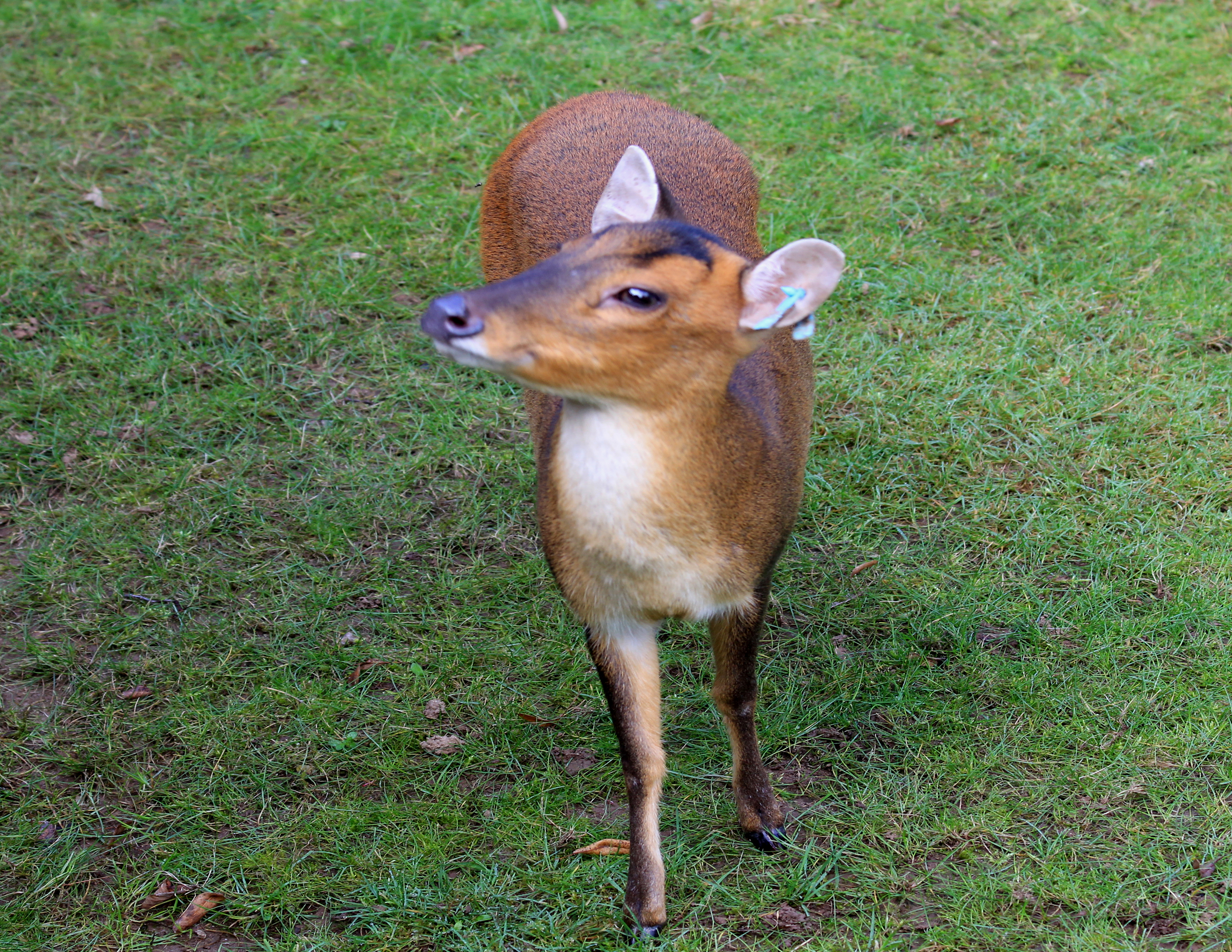
a
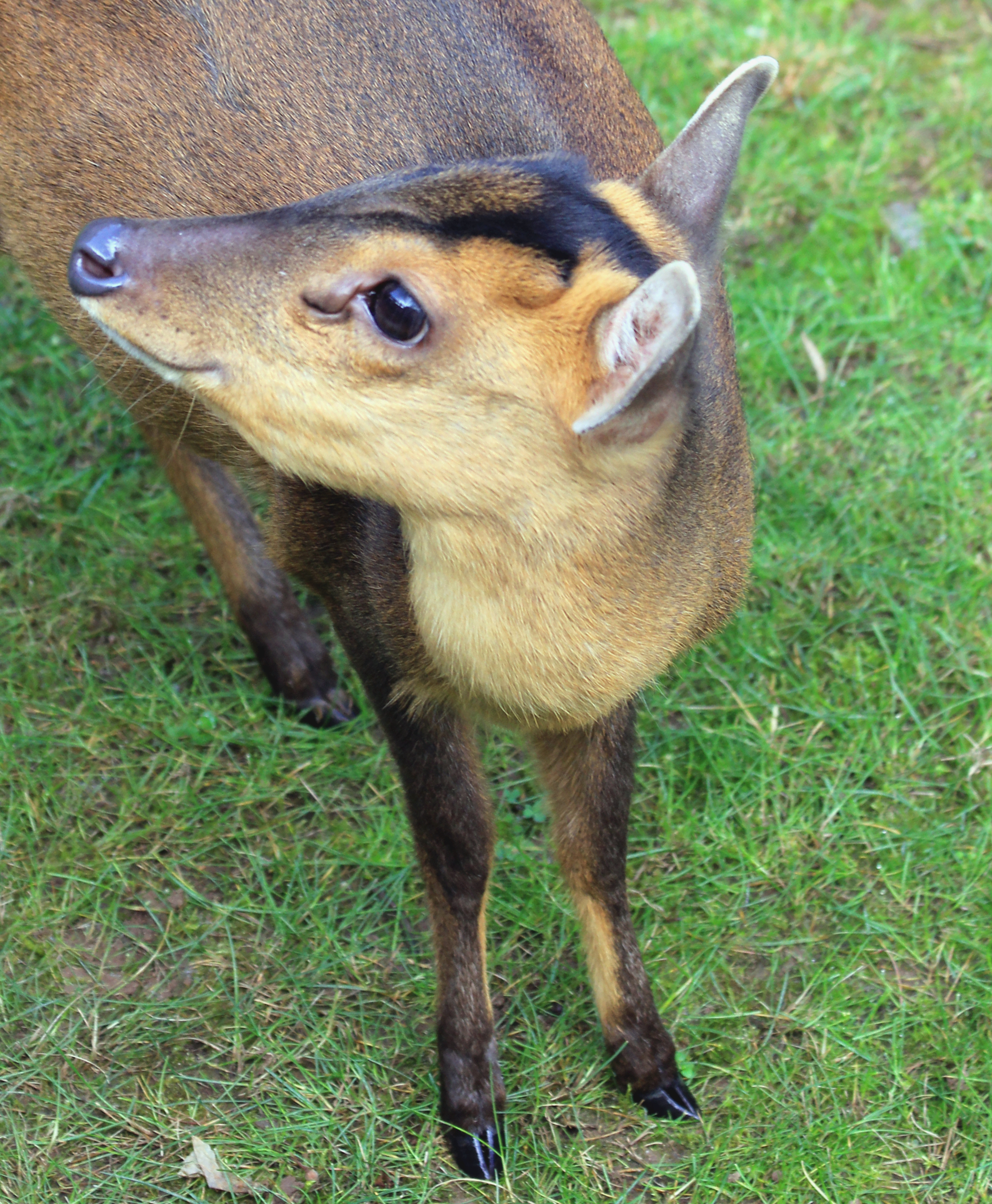
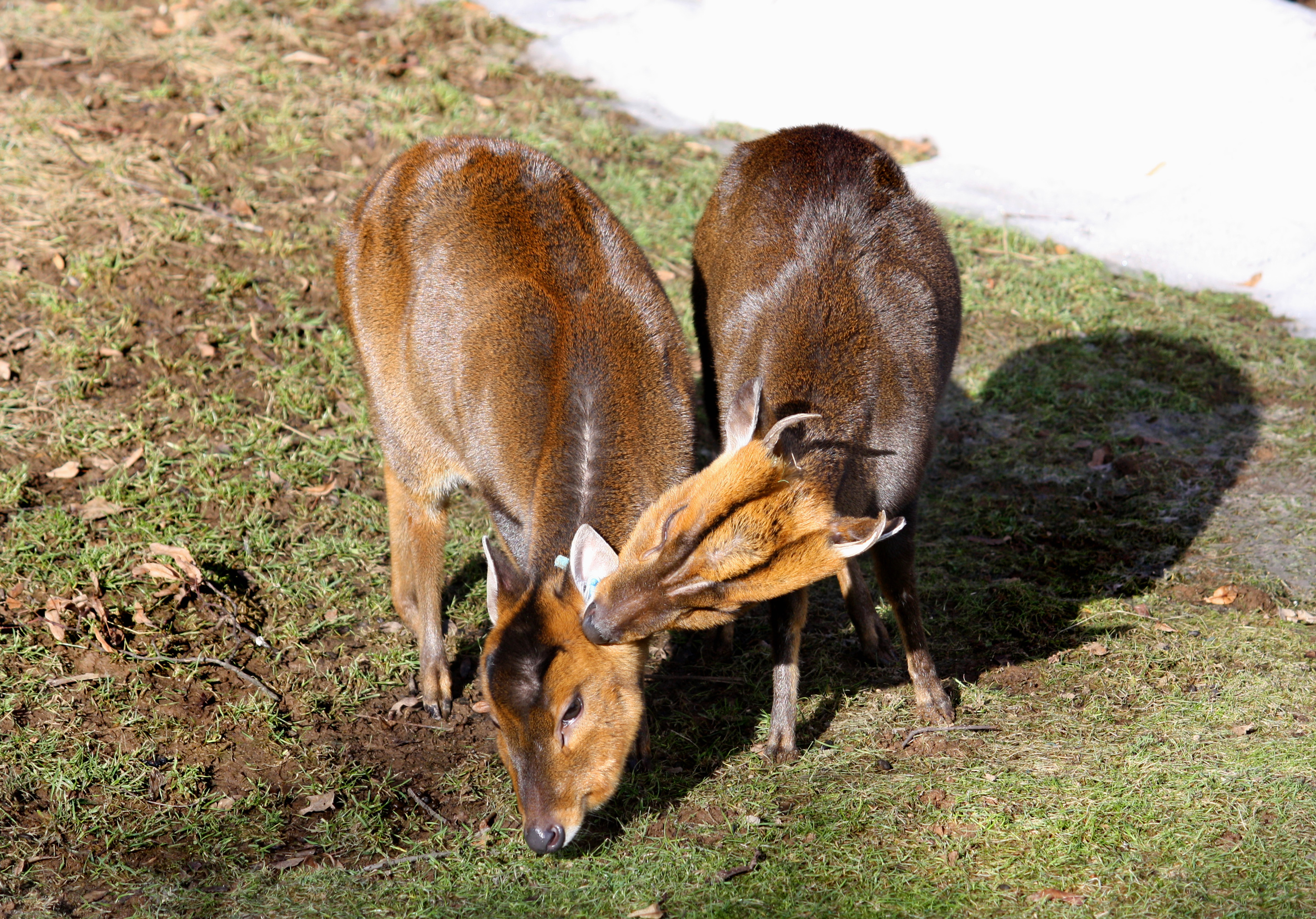
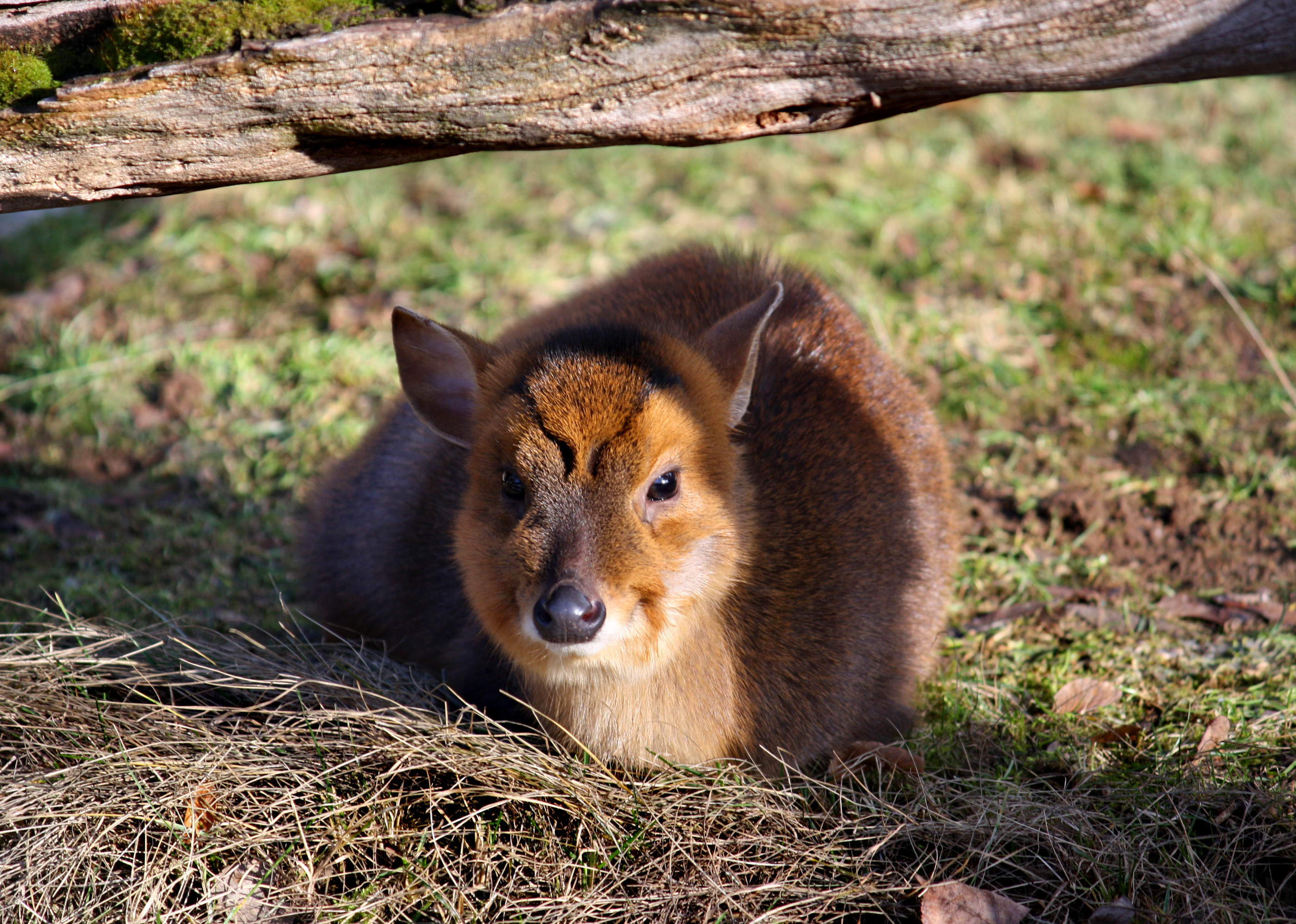
ZOO Praha-ban
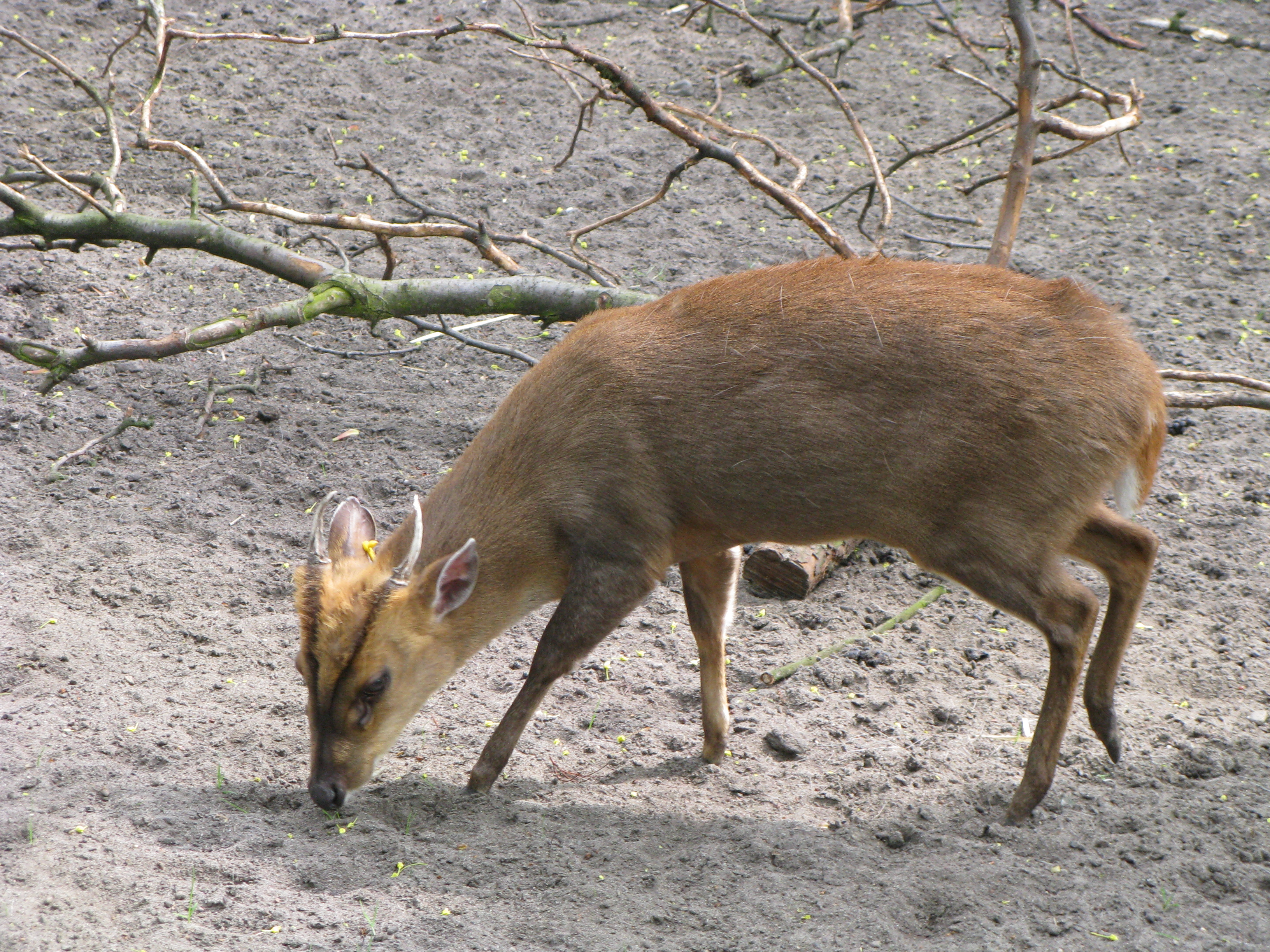
Kínai muntyákszarvas a Lengyelországban, a Toruń melletti Állat- és Botanikus kertben

### Fordítás
- Ez a szócikk részben vagy egészben  a   Reeves's muntjac című angol Wikipédia-szócikk ezen változatának fordításán alapul.  Az eredeti cikk szerkesztőit annak laptörténete sorolja fel. Ez a jelzés csupán a megfogalmazás eredetét és a szerzői jogokat jelzi, nem szolgál a cikkben szereplő információk forrásmegjelöléseként.